# The Zombies
Para el grupo español de los años 1980, ver Los Zombies.
The Zombies (Español Los zombis) es una banda Inglesa de rock, formada en 1960 en St Albans, y está integrada por Colin Blunstone, Rod Argent, Paul Atkinson, Chris White y Hugh Grundy.
A pesar de que nunca alcanzaron la fama de otras bandas británicas, The Zombies son considerados uno de los favoritos de la crítica por sus complejos arreglos musicales y la armonía de sus voces. Algunos de sus grandes éxitos fueron "She's Not There", "The Way I Feel Inside", "Tell Her No" y "Time Of the Season". 
Si bien Gran Bretaña nunca acabó de ceder ante sus encantos, la acogida que recibían en los EE. UU. hizo que pasaran más tiempo girando allí que en su país natal. Una de las razones de su notable éxito en América eran sus versiones de Gershwin, como Summertime  Sin embargo, acabaron desplazados por el renacimiento en el nuevo continente del folk de la mano de Bob Dylan, y en menor medida los Byrds. El primer encanto que tuvieron para los estadounidenses fue su sonido a medio camino entre la invasión británica y el jazz popular, mezclándose con matices sinfónicos y armónicos que se diferenciaban claramente de las raíces blues de otras agrupaciones británicas populares como The Rolling Stones o The Yardbirds.
Su disco de 1968 Odessey and Oracle es considerado actualmente uno de los mejores discos de la época,La revista Rolling Stone lo situó en el puesto 100 de su lista Los 500 Mejores Álbumes De Todos Los Tiempos. Para cuando este se publicó la banda ya se había disuelto, debido no solo a las tensiones entre los dos principales compositores, sino también a que no encontraban su mercado siendo ellos un grupo principalmente de sencillos y ante el auge del LP.  El sencillo Time Of The Season se convirtió rápidamente en un hit, llegando al puesto 3 en las principales listas. Debido al inesperado éxito de la canción y a la separación de la banda, una empresa estadounidense llamada Delta Promotions se atrevió a presentar dos bandas amateurs en los EE. UU. que pretendían ser los originales The Zombies. Muchos fanáticos asistieron ilusionados a los improvisados conciertos de las bandas, llevándose una gran decepción. Finalmente, el bajista White declaró a Rolling Stone en 1969 que la banda estaba disuelta y que los grupos que giraban con su nombre sólo pretendían aprovecharse de los fanáticos y arruinar la reputación de los británicos.
Cada uno de los miembros inició sus carreras como solistas, siendo la carrera de Rod Argent la más exitosa con su nueva formación Argent. 
Tras breves y esporádicas reuniones, Argent y Blunstone se reagruparon como The Zombies en el 2001. Esta nueva formación que incluyó a diversos músicos de sesión como Airey o Rodford, emprendió diversas giras y público algunos álbumes, entre ellos As Far As I Can See. 
El guitarrista Paul Atkinson murió el 1 de abril de 2004 debido a complicaciones del hígado. Semanas antes, se había reunido con los demás cuatro originales miembros para una última presentación de la banda.
Argent y Blunstone continuaron con el grupo, lanzando nuevos discos, giras y DVD. Grundy y White se unieron a ellos en diversas ocasiones, entre ellas su gira de 2015 que promocionaba el disco Still Got That Hunger. Finalmente, con motivo de una gira norteamricana que celebraba los cincuenta años de Odessey and Oracle, Grundy y White retornaron a la banda como miembros oficiales en 2017.
The Zombies fueron nominados para ingresar al Salón de la Fama del Rock and Roll por primera vez en 1989, luego obtuvieron nominaciones en 2014, 2017, 2018 y finalmente en 2019 cuando finalmente ingresaron, presentados por un emocionante discurso de Susanna Hoffs, vocalista de The Bangles.

## Integrantes
- Rod Argent - nacido como Rodney Terence Argent, 14 de junio de 1945, en St. Albans, Hertfordshire
- Paul Atkinson - nacido como Paul Ashley Warren Atkinson, 19 de marzo de 1946 en Cuffley, Hertfordshire, fallecido el 1 de abril de 2004 en Santa Mónica, CA
- Colin Blunstone - nacido como Colin Edward Michael Blunstone, 24 de junio de 1945, en Hatfield, Hertfordshire
- Chris White - nacido como Christopher Taylor White, 7 de marzo de 1943, en Barnet, Hertfordshire
- Hugh Grundy - nacido como Hugh Birch Grundy, 6 de marzo de 1945, en Winchester, Hampshire

## Discografía

### Formación original
- 1965 - The Zombies (Estados Unidos)
- 1965 - Begin Here (Reino Unido)
- 1965 - Bunny Lake Is Missing - An Original Soundtrack Recording (algunos temas)
- 1968 - Odessey and Oracle

### Reuniones posteriores
- 1991 - New World (grupo formado por Blunstone, White, Grundy y Sebastián Santa María. Rod Argent participa sólo en el tema "Time of the Season").
- 2004 - As Far as I Can See.....
- 2008 - R. I. P.  - Lost Album
- 2011 - Breathe Out, Breathe In
- 2015 - "Still Got that Hunger"

### Recopilaciones
- 1973 - Early Days
- 1988 - Meet The Zombies
- 1988 - Singles A's & B's
- 1988 - The Collection
- 1989 - Collection Vol. 1
- 1989 - Collection Vol. 2
- 1992 - The EP Collection
- 1996 - Featuring Colin Blunstone & Rod Argent
- 1997 - Zombie Heaven (1997) (Box Set)
- 1999 - Absolutely the Best
- 2006 - Greatest Hits
- 2004 - The Decca Stereo Anthology (2CD)
- 2007 - Into The Afterlife

### En vivo
- 1988 - Five Live Zombies - The BBC Sessions 1965-1967
- 1997 - Live On The BBC
- 2005 - Live The Bloomsbury Theatre
- 2007 - On The BBC Radio
- 2008 - Odessey And Oracle - 40th Anniversary Concert